# Abū l-Husain al-Husainī al-Quraschī
Abū l-Husain al-Husainī al-Quraschī (arabisch أبو الحسين الحسيني القرشي, DMG Abū al-Ḥusain al-Husainī al-Qurašī, * 1979; † 2023) war ab dem 30. November 2022 der vierte Anführer des Islamischen Staats. Nach dem Tod des vorherigen Anführers Abū l-Hasan al-Hāschimī al-Quraschī, der im Kampf gestorben sein soll, wurde er vom IS-Sprecher Abū ʿUmar al-Muhādschir in einer offiziellen Audioaufnahme als Nachfolger proklamiert.

## Tod
Am 30. April 2023 gab der türkische Präsident Recep Tayyip Erdoğan bekannt, dass der türkische Geheimdienst Abū l-Husain am Vortag, dem 29. April, aufgespürt und „neutralisiert“ habe. Diese Information wurde mit Vorsicht aufgenommen, da die wahre Identität von Abū l-Husain noch immer unbekannt war und die Türkei zuvor behauptet hatte, den ehemaligen Kalifen Abū l-Hasan al-Hāschimī al-Quraschī im Mai letzten Jahres festgenommen zu haben, was sich als falsch herausstellte, als er Mitte Oktober desselben Jahres in Darʿā getötet wurde. Ebenfalls verdächtig erschien, dass die Information des türkischen Präsidenten nur zwei Wochen vor den türkischen Nationalwahlen erschien.
Am 1. Mai 2023 teilte außerdem ein US-Beamter mit, man könne die Behauptung der Türkei, dass ihre Streitkräfte Abū l-Husain al-Husainī al-Quraschī getötet hätten, nicht bestätigen.
Anfang August 2023 ließ allerdings die Terrormiliz selbst verlautbaren, Abū l-Husain al-Husainī al-Quraschī sei bei „direkten Kämpfen“ in Syrien getötet worden. Als sogenannter Kalif folgte ihm Abū Hafs al-Hāshimī al-Qurashī am 3. August.

## Belege
1. ↑  Terrormiliz in Syrien: IS verkündet Tod seines Anführers und ernennt neuen „Kalifen“. In: FAZ.NET. 30. November 2022, ISSN 0174-4909 (faz.net [abgerufen am 1. Dezember 2022]).
2. ↑  tagesschau.de: IS verkündet Tod ihres Anführers und ernennt neuen "Kalifen". Abgerufen am 1. Dezember 2022.
3. ↑  ISIS chief killed in Syria by Turkey's intelligence agency, Erdogan says. Abgerufen am 1. Mai 2023 (amerikanisches Englisch).
4. ↑  Turkish Officials Claim Capture of New Islamic State Leader. Abgerufen am 1. Mai 2023 (englisch).
5. ↑  IS meldete Tod ihres Anführers und verkündet Nachfolger. 30. November 2022, abgerufen am 1. Mai 2023.
6. ↑  Das sind die aktuellen Umfragen zur Türkei-Wahl 2023. Abgerufen am 1. Mai 2023.
7. ↑  US Not Backing Turkish Claims Islamic State Leader is Dead. Abgerufen am 1. Mai 2023 (englisch).
8. ↑  Terrormiliz Islamischer Staat verkündet Tod ihres Anführers. In: Der Spiegel. 3. August 2023, ISSN 2195-1349 (spiegel.de [abgerufen am 3. August 2023]).

| Personendaten    | Personendaten                                                                   |
| ---------------- | ------------------------------------------------------------------------------- |
| NAME             | Abū l-Husain al-Husainī al-Quraschī                                             |
| ALTERNATIVNAMEN  | أبو الحسين الحسيني القرشي (arabisch)                                            |
| KURZBESCHREIBUNG | Anführer der terroristisch agierenden dschihadistischen Miliz Islamischer Staat |
| GEBURTSDATUM     | 1979                                                                            |
| STERBEDATUM      | 29. April 2023                                                                  |
| STERBEORT        | Syrien                                                                          |